# Херуп
Херуп (њем. Hörup) општина је у њемачкој савезној држави Шлезвиг-Холштајн. Једно је од 134 општинска средишта округа Шлезвиг-Фленсбург. Према процјени из 2010. у општини је живјело 639 становника. Посједује регионалну шифру (AGS) 1059123.

## Географски и демографски подаци
Херуп се налази у савезној држави Шлезвиг-Холштајн у округу Шлезвиг-Фленсбург. Општина се налази на надморској висини од 5 метара. Површина општине износи 18,2 km². У самом мјесту је, према процјени из 2010. године, живјело 639 становника. Просјечна густина становништва износи 35 становника/km².